# (7773) Kyokuchiken
(7773) Kyokuchiken est un astéroïde de la ceinture principale découvert en 1992.

## Description
(7773) Kyokuchiken a été découvert le 23 mars 1992 à l'observatoire de Kitami, situé à l'est d'Hokkaidō (Japon), par Kin Endate et Kazuro Watanabe.

### Caractéristiques orbitales
L'orbite de cet astéroïde est caractérisée par un demi-grand axe de 2,72 UA, un périhélie de 2,33 UA, une excentricité de 0,14 et une inclinaison de 5,70° par rapport à l'écliptique. Du fait de ces caractéristiques, à savoir un demi-grand axe compris entre 2 et 3,2 UA et un périhélie supérieur à 1,666 UA, il est classé, selon la JPL Small-Body Database, comme objet de la ceinture principale.

### Caractéristiques physiques
(7773) Koykuchiken a une magnitude absolue (H) de 13,0 et un albédo estimé à 0,464.